# Adicella dryas
Adicella dryas är en nattsländeart som beskrevs av Schmid 1994. Adicella dryas ingår i släktet Adicella och familjen långhornssländor. Inga underarter finns listade i Catalogue of Life.